# 荒海貝塚
荒海貝塚（あらみかいづか）は、千葉県成田市荒海にある縄文時代の貝塚である。

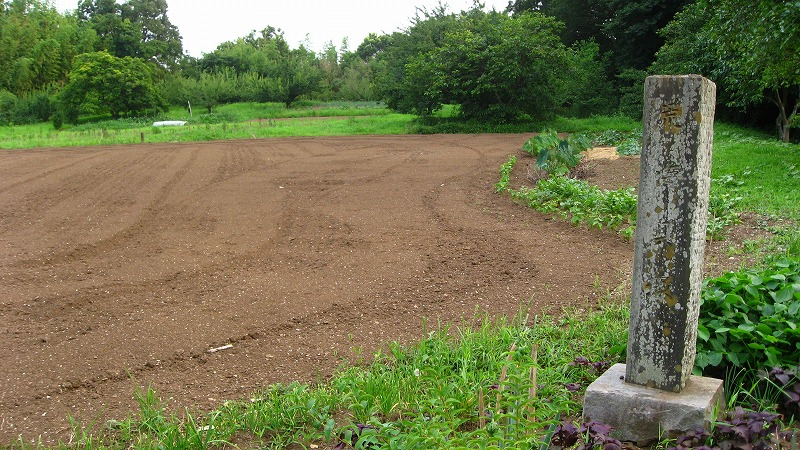
荒海貝塚

座標: 北緯35度50分09.6秒 東経140度19分35.3秒 / 北緯35.836000度 東経140.326472度

## 概要
荒海貝塚は、利根川にそそぐ荒海川に面した標高32メートルの台地上に位置する、縄文時代後期から晩期にかけての貝塚である。
早稲田大学や国立歴史民俗博物館により、1960年（昭和35年）から1990年（平成2年）までに、計5回の発掘調査が行われている。第1次調査により、縄文時代最後の大貝塚であることが判明し、全国的に有名となった。
出土した貝類は、ハマグリなどの鹹水産がわずかに見られるものの、大半はヤマトシジミである。とくに西側台地斜面の貝層が厚く、最も厚いところでは約1メートルに及んでおり、このうちもっとも大きな貝層を形成している地点から関東地方最終末段階の縄文土器が出土した。その土器は、岩手県大船渡市の大洞貝塚の土器を基準とする「大洞A'式土器」の影響を受けた、この地域独特のもので、「荒海式土器」と命名された。
また、荒海貝塚からは、県内のこの時期としては稀少な稲作の可能性を示す考古資料として、底部に籾痕の付いた土器が出土している。おそらく、粘土が乾かぬうちに付いたものと見られている。さらに、荒海貝塚や、近隣の宝田鳥羽貝塚では、荒海式期におけるイネの「プラント・オパール（ケイ酸の化石として残ったイネの細胞の一部）」が検出されている。縄文時代晩期には、成田市周辺で稲作が行われていた可能性は高くなったが、それが陸稲栽培なのか水田耕作なのかは未だに解明されていない。
遺跡中には貝塚を示す石碑が立てられている。
なおこの貝塚から出土した荒海式土器の時期は時代の変わり目で縄文時代晩期だけではなく弥生時代初頭にもかかっているので弥生初頭の土器として扱われることもある